# Аббасов, Али Мамед оглы
Али Мамед оглы́ Абба́сов (азерб. Əli Məmməd oğlu Abbasov; 1 января 1953) — азербайджанский государственный деятель, профессор в области информатики, академик Национальной академии наук Азербайджана. Министр связи и информационных технологий Азербайджана (2004—2015).

## Биография
Родился 1 января 1953 года в с. Шахбуз Шахбузского района Нахичеванской АССР.
В 1969 году поступил на факультет «Автоматизация производственных процессов» Азербайджанского института нефти и химии. В 1972 году перевёлся и в 1976 году окончил Московский энергетический институт по специальности «Автоматика и телемеханика». Продолжил образование по направлению в целевой аспирантуре Академии наук Украинской ССР. В 1981 году защитив диссертацию по микроэлектронике, получил учёную степень кандидата технических наук. В 1994 году защитил докторскую диссертацию по специальности 05.13.14 — «Обработка информации и системы управления». Присвоена учёная степень доктора технических наук.
С 1996 года — профессор. С июня 2001 года — действительный член Национальной академии наук Азербайджана.
С 1976 года являлся инженером, с 1982 по 1988 — начальником лаборатории, с 1988 по 1992 год — главным инженером Института кибернетики НАНА.
С 1992 по 1997 год являлся директором Института кибернетики НАНА.
С 1992 по 2000 год являлся директором Информационно-телекоммуникационного научного центра Академии наук Азербайджана (ныне — Институт информационных технологий.
С 1997 по 2000 год — директор İTEM НАНА.
Вёл научно-исследовательскую и практическую работу по разработке и внедрению компьютерных и телекоммуникационных сетей.
Руководил проектом «Республиканские автоматизированные системы управления» (РАСУ — «Азербайджан»), являлся исполнителем и руководителем нескольких национально значимых информационных систем и компьютеров специального назначения[уточнить]. Руководил созданием инфраструктуры интернета в Азербайджане. Был координатором сетей EARN и интернет в республике, координатором Научного комитета НАТО по вопросам информационных технологий по Азербайджану, экспертом ЮНЕСКО по информатизации и телекоммуникации. Представлял Азербайджан в Европейской научно-исследовательской и образовательной ассоциации сетей (TERENA).
С 4 мая 2000 по 20 февраля 2004 года являлся ректором Азербайджанского государственного экономического университета.
За этот период руководил такими проектами, как «Развитие научной и образовательной сети ИНТЕРНЕТ», «Создание системы дистанционного обучения в Азербайджанской Республике», «Виртуальный Шёлковый Путь», «Группа особо одарённых студентов» и другими важными проектами. Автор многих проектов в сфере реформ образования и коренных изменений по повышению качества обучения в Азербайджанском государственном экономическом университете. Является президентом Азербайджанской ассоциации компьютерных сетей по науке и образованию (AZRENA).
Преподавал основы цифровой экономики на кафедре «Информационные технологии в мировой экономике» Азербайджанского государственного экономического университета.
Всего опубликовал 201 научную работу. Из них 100 за рубежом. Автор 9 авторских свидетельств и патентов. Автор и соавтор 10 монографий. Подготовил 23 кандидата наук и 3 доктора наук.

### Политическая карьера
5 ноября 2000 года избран депутатом Парламента Азербайджана II созыва от 28-го Сабаильского района. Являлся членом постоянной комиссии по безопасности и обороне, членом делегации Азербайджана в Парламентской ассамблее Совета Европы (ПАСЕ). Автор отчёта ПАСЕ на тему «Охрана культурного наследия на Южном Кавказе».
20 апреля 2004 года сложил полномочия депутата Парламента.
Министр связи и информационных технологий Азербайджана (20 февраля 2004 — 12 ноября 2015).
Имеет особые заслуги в сфере ускорения перехода в информационное общество и формирования цифровой экономики, внедрения новых технологий и решений электронного правительства, развития услуг широкополосной сети и человеческих ресурсов в области ИКТ в Азербайджане. Руководитель таких проектов, как «Транс-Евразийская супер информационная магистраль», «Региональная инновационная зона», телекоммуникационный спутник Azerspace-1, и также других национальных и региональных проектов.
Действительный член Международной академии информатизации и Международной академии связи, член Комиссии по широкополосной связи для цифрового развития при Генеральном Секретариате ООН, член Института инженеров по электротехнике и электронике (IEEE — Institute of Electrical and Electronics Engineers).
Член партии «Новый Азербайджан».

### Научные достижения
Разработаны топологические методы увеличения плотности больших и сверхбольших интегральных схем, решена задача оптимального размещения и трассировки элементов на кристалле. Решены оптимальные задачи взаимосвязи функционально-топологической структуры систем управления в компьютерных сетях с процессами применения. Разработаны методы решения задачи устойчивости в компьютерных сетях с произвольной топологией, синтез иерархической системы управления такого типа сетей, методы создания имитационных моделей для распределённых информационных систем и задачи целостности распределённых баз данных.
Предложены теоретические и практические основы распределённых интеллектуальных систем. Разработаны распределённые базы знаний с нечёткой реляционной структурой, созданы системы принятия решений над ними и экспертные системы, разработаны адаптационные методы в базах знаний с нечёткой структурой и математические модели идеальной базы знаний.
Разработана модель человеко-машинного интерфейса. Предложены новые подходы анализа и обработки большого объёма данных.
Является заведующим кафедрой «Информационные технологии в мировой экономике» Азербайджанского государственного экономического университета. Читает лекции по основам цифровой экономики. Автор и соавтор более 180 научных публикаций и 18 научных монографий и книг. Подготовил 14 докторов философии в области технических наук и 8 докторов технических наук. Свободно владеет русским и английским языками. Почётный доктор МЭИ (2014).

## Публикации
- 1. Аббасов А. М., Рубцов В. П. Автоматизация выбора базиса и сетки в символическом методе проектирования топологии БИС / В сб.: Автоматизация проектирования в электронике, Киев, 1979, № 20.
- 2. Аббасов А. М., Рубцов В. П. Диагностика электротехнических ошибок БИС в перестраиваемых САПР на основе символьного метода / Материалы Всесоюзной конференции "Разработка, производство и применение цифровых и аналоговых МПД-интегральных схем для средств автоматики и вычислительной техники, Киев, 1979.
- 3. Аббасов А. М., Рубцов В. П. Об одном подходе к проектированию топологии БИС сеточным принципом //Управляющие системы и машины, Киев, 1979, № 6.
- 4. Аббасов А. М., Рубцов В. П. Компьютерное проектирование компоновки больших интегральных схем с помощью сим¬вольного метода // Труды Института кибернетики АН Украины, 1979, т.20.
- 5. Аббасов А. М., Рубцов В. П. Электротехническое тестирование больших интегральных схем (БИС) в гибких системах автоматизированного проектирования с помощью символьного метода /Материалы Всесоюзной конференции по развитию и внедрению больших интегральных схем, Киев,1979.
- 6. Аббасов А. М., Рубцов В. П. Минимизация геометрической площади БИС в системах автоматизированного проектирования //Управляющие системы и машины, Киев, 1979, № 6.
- 7. Аббасов А. М., Рубцов В. П. Сетевой метод исследования компоновки БИС /Управляющие системы и машины, Киев, 1979, № 6.
- 8. Аббасов А. М., Рубцов В. П. Компьютерное проектирование биполярных БИС / Материалы Всесоюзного семинара по системе автоматизации проектирования вычислительной техники и электронных устройств, Ленинград, 1980.
- 9. Аббасов А. М. Минимизация количества угловых точек в топологических чертежах БИС // Микроэлектроника, электронная техника, серия 3, М., 1980, вып.4.
- 10. Аббасов А. М., Рубцов В. П. Автоматизация проектирования топологических чертежей биполярных БИС /Материалы семинара «Автоматизация проектирования электронно-вычислительной аппаратуры», Ленинград,1980.
- 11. Аббасов А. М., Рубцов В. П. Методика автоматизированной перестройки блока технологического контроля при сим¬вольном проектировании БИС // Известия Вузов СССР, Радиоэлектроника, Киев,1980, т. XXIII, № 6.
- 12. Аббасов А. М., Рубцов В. П. Методы повышения гибкости технологических испытаний в символьном проектировании БИС // Известия высших учебных заведений СССР по радиоэлектронике, 1980, т.23, № 6.
- 13. Аббасов А. М., Тютин А.А Автоматизация проектирования больших интегральных схем // Депонированная рукопись 76072634, инв. №Б809364, ВНТИЦ, 1980.
- 14. Аббасов А. М. Современное состояние автоматизированного проектирования БИС / Материалы республиканской научно-технической конференции, Баку, 1981.
- 15. Аббасов А. М. Компьютерное проектирование БИС: сегодня и вчера / Материалы республиканской конференции по вычислительной технике, Баку,1981.
- 16. Аббасов А. М. О возможности применения теории групп в проектировании БИС / Материалы республиканской конференции по вычислительной технике, Баку,1981.
- 17. Аббасов А. М. О возможности применения теории групп в синтезе топологии БИС / Материалы научно-технической конференции молодых учёных, Баку, 1981.
- 18. Аббасов А. М. Об одной модели задачи трассировки // Кибернетика, Киев, 1983, № 2.
- 19. Аббасов А. М. Махмудов Ю. А., Тырина И. Н. Анализ протоколов методом булевой алгебры / В сб.: Труды IX всесоюзной школы по вычислительным сетям, Москва, 1984.
- 20. Аббасов А. М., Махмудов Ю.А Теоретические и практические аспекты создания экспериментальной сети однородных ЭВМ // Известия АН АзССР, 1985, № 3.
- 21. Аббасов А. М. Дифференциальное уравнение транзитного узла в сетях передачи информации с произвольной топологией // Известия АН АзССР, 1985, № 5.
- 22. Аббасов А. М. О построении сетей СМ ЭВМ в создании информационно-справочных систем / Труды конференции молодых учёных АН АзССР, Баку, 1985.
- 23. Аббасов А. М. Лазарев В. Г., Паршенков Н. Я., и др. Архитектура программного обеспечения ЦКП с адаптивной маршрутизацией / Труды V Симпозиума по проблемам управления на сетях и узлах связи, М., 1985.
- 24. Аббасов А. М. Махмудов Ю. А., Брискин Л. З. Автоматизированная система учёта и контроля движения материальных ценностей для АН АзССР // Народное хозяйство Азербайджана, Баку, 1986, № 11.
- 25. Аббасов А. М. Махмудов Ю. А. К вопросу централизованной коррекции маршрутов в сетях с вероятностным алгоритмом управления / Труды VI советско-итальянского семинара «Сети пакетной коммутации», Москва-Рим, 1986.
- 26. Аббасов А. М., Махмудов Ю. А., Гоберман Б. М. и др. О построении специализированных информационно-поисковых систем и их применение // Депонированная рукопись, Баку, 1986, № 2280-86.
- 27. Аббасов А. М., Махмудов Ю.А Административная сеть Академии наук АзССР / В сб.: Материалы XI Всесоюзного семинара по вычислительным сетям, Москва-Рига, 1986.
- 28. Аббасов А. М., Брискин Л. З. Организация сетевого обслуживания для распределённой базы данных автоматизированной системы обработки информации Академии наук АзССР / В сб.: Материал школы-семинара «Вопросы промышленной эксплуатации информационных ресурсов, экспертные системы», Калинин, 1986.
- 29. Аббасов А. М., Гоберман Б. М., Кравченко О. В. Пакет программ для исследования сетей ЭВМ / В сб.: Материалы XI Всесоюзного семинара по вычислительным сетям, Москва-Рига, 1986.
- 30. Аббасов А. М., Махмудов Ю. А., Гоберман Б. М. и др. Принципы построения и структура программного обеспечения пунктов управления региональной АСУ // В кн.: Сетевые протоколы и управление в распределённых вычислительных системах, М., Наука, 1986.
- 31. Аббасов А. М., Махмудов Ю. А., Брискин Л. З. и др. Протоколы взаимодействия ЭВМ в республиканской сети вычислительных центров Азербайджанской ССР // Депонированная рукопись, Баку, 1986, № 3374-В86.
- 32. Аббасов А. М., Махмудов Ю. А., Брискин Л.З т др. К опыту создания экспериментальной сети однородных ЭВМ // Управляющие системы и машины, Киев, 1986, № 4.
- 33. Аббасов А. М., Брискин Л. З., Гоберман Б. М. и др. Экспериментальная вычислительная сеть Академии наук Азербайджана: опыт развития и создания // Управляющие системы и машины, Киев, 1986, № 4.
- 34. Аббасов А. М., Махмудов Ю. А., Гоберман Б. М. К построению распределённых информационно-справочных систем АН АзССР // Известия АН АзССР, Баку, 1987, № 2.
- 35. Аббасов А. М., Махмудов Ю. А., Брискин Л. З. Структура и принципы функционирования программного обеспечения сетевого администратора неоднородной базы данных с множественными копиями / В сб.: Материалы XI международной научно-технической конференции «ПО ЭВМ», Москва- Калинин, 1987.
- 36. Аббасов А. М., Махмудов Ю. А., Лазарев В. Г. и др. Архитектурная модель уровня ЦКП с адаптивной маршрутизацией // ИППИ АН СССР, М., 1987, 48 с.
- 37. Аббасов А. М., Гоберман Б. М. Имитационная модель сети передачи данных с произвольной топологией // Известия АН АзССР, Баку 1987, № 1.
- 38. Аббасов А. М., Брискин Л. З. Автоматизированная система «Учёт и анализ деятельности учреждений АН АзССР» с использованием СУБД «Сетор» / Труды конференции молодых учёных, Баку, 1987.
- 39. Аббасов А. М., Махмудов Ю. А. О развитии административной сети АН АзССР / В сб.: Труды XI Всесоюзного семинара по вычислительным сетям, Одесса, 1987.
- 40. Аббасов А. М. К оценке времени ответа в информационных сетях // УсиМ, Киев, 1988, № 2.
- 41. Аббасов А. М. Оптимизация размещения информационных баз в сетях ЭВМ //АВТ, Рига, 1988, № 5.
- 42. Аббасов А. М., Брискин Л. З. Структура и принципы функционирования сетевого администратора распределённой базы данных автоматизированной системы обработки информации АН Азербайджанской ССР // Управляющие системы и машины, Киев, 1988, № 6.
- 43. Аббасов А. М., Алирзаев А. Г. Мирзалиев М. Н. Автоматизированное ведение изобретательской и патентно-лицензионной работы АН АЗССР // АзНИИНТИ, серия «Автоматика и приборостроение», 1988, № 19.
- 44. Аббасов А. М., Гоберман Б. М. Об одной модели нестационарной маршрутизации в сетях пакетной коммутации // Кибернетика, 1988, № 5.
- 45. Аббасов А. М., Голиченко Н. Имитационная модель распределённой системы обработки данных // Труды Всесоюзной конференции «Моделирование систем информатики», Новосибирск, 1988.
- 46. Аббасов А. М., Махмудов Ю. А. Архитектура и принципы построения административной сети Академии наук как подсистемы РАСУ Азербайджанской ССР / Труды Всесоюзной школы-семинара по вычислительным сетям, Москва-Алма-Ата, 1988.
- 47. Аббасов А. М., Манвелов А.Н Автоматизация исполнительской деятельности // Народное хозяйство Азербайджана, Баку, 1989, № 2.
- 48. Аббасов А. М., Голиченко Н. Имитационная модель распределённой системы обработки данных в условиях отсутствия абсолютной надёжности сети / Труды Всесоюзной конференции по моделированию сложных систем, Калининград, 1989.
- 49. Аббасов А. М. Архитектура и принципы реализации распределённых систем организационного управления / Материалы Всесоюзного семинара по разработке и применению ПС автоматизированных систем, Свердловск, 1989.
- 50. Аббасов А. М., Дадашев Б., Алиев Э. Р. Распределённые базы данных автоматизированной системы обработки информации АН АзССР / Труды Всесоюзной конференции по коммутации пакетов, КОМПАК Рига, 1989.
- 51. Аббасов А. М., Брискин Л. З. Интеграция базы знаний в распределённых системах принятия решений / Материалы международного симпозиума «Информатика-89», Минск, 1989.
- 52. Аббасов А. М., Махмудов Ю. А. Распределённые системы обработки данных. Монография, Баку, «Элм»,1990.
- 53. Abbasov A.M., Aliev E.R. Architecture and implementation principles of distributed decision-making systems / Proc. of international conference on local-area networks — LOCALNET-90, Riga, 1990.
- 54. Аббасов А. М. Система поддержки принятия решений с распределённой структурой / Материалы конференции по интеллектуализации систем управления, 1991.
- 55. Аббасов А. М., Мамедова М. Г., Мирзалиев М. Н. и др. Экспертная система «АЗЕРЭКС» / Всесоюзная научно-практическая конференция «Гибридные интеллектуальные системы», Ростов-на-Дону, Терскол, 1991, с.71-73.
- 56. Аббасов А. М., Мамедова М. Г., Джабраилова З. Г. и др. Система поддержки принятия управленческих решений с распределённой структурой — АЗЕРЭКС / Труды Всесоюзной научной конференции ИСУ-91, Баку, 1991, с.73-74.
- 57. Abbasov A.M., Suleymanov E.N. Design problems and constructing methods of efficient network management systems: experience of constructing Azerbaijan Republican Network / 3rd Conference on computer communications — CCDC-91, Tunis, 1991.
- 58. Abbasov A.M., Aliev E.R., Mamedova M.G. Management decision sypport systems on distributed structure / Proc. of IFAC Symposium on Large Seale Systems, Bujing, China, 1992, p. 621—623.
- 59. Abbasov A.M., Aliev E.R., Mamedova M.G. Decision-making based on distributed knowledge base with relational structure / Proc. of IFAC/ IFORS/SIASA/ TIMS Workshop, Warsaw, Poland,1992, p. 5-10.
- 60. Аббасов А. М., Мамедова М. Г., Джабраилова З. Г. Принятие решений на основе распределённой базы знаний с реляционной структурой // В кн.: Методы и системы принятия решений, Рига, Рижский технический университет, 1992, с.74-80.
- 61. Abbasov A.M., Mamedova M.G., Eminov M.E. Application of knowledge bases technology to the problem of control over external objects / Proc. of the TUBITAK-MODISA Workshop Mechatronic Design and Production, Ankara, Turkey, 1993, p. 143—148.
- 62. Abbasov A.M., Aliev A.I., Alguliev R.M. Azerbaijan computer networks: present state and perspectives / International symposium on computer sciences, Konya, Turkey, 1993, p. 21-25.
- 63. Аббасов А. М., Алиев Э. Р., Мамедова М. Г. Архитектура и принципы реализации распределённых систем принятия решений // Управляющие системы и машины, 1993, № 5, c.71-79.
- 64. Abbasov A.M., Aliev A.I., Alguliev R.M. System management for large computer networks: experience design and creation of the AR information computer network / International Networking Conference, San Francisco, USA, 1993, p. 67-73.
- 65. Аббасов А. М., Оруджов Г. Г. К вопросу обработки полётной информации // Известия АНА, Баку, «Элм», 1994, № 1-2.
- 66. Аббасов А. М., Алгулиев Р. М., Касумов В. А. Методы защиты данных от несанкционированного доступа // Известия АНА, Баку, «Элм», 1994, № 5-6, с.79-84.
- 67. Аббасов А. М., Мамедова М. Г., Эминов М. Э. Задача синтеза нечёткой системы управления сложными объектами // Известия АНА, Баку, «Элм», 1994, № 5-6, c.19-22.
- 68. Abbasov A.M., Alguliev R.M., Gasumov V.A. Design of optimal management for computer networks / Nicosia, Aug. 19-21, 1994, Electronic publication, p. 123—126.
- 69. Аббасов А. М., Мамедова М. Г., Эминов М. Э. Методы организации знаний в системах управления сложными объектами с распределённой структурой // Известия АНА, Баку, «Элм», 1995, № 1-2, c.10-13
- 70. Аббасов А. М., Мамедова М. Г., Эминов М. Э. Адаптируемая нечёткая система управления сложными объектами // Известия АНА, Баку, «Элм», 1995, № 1-2, c.14-18.
- 71. Аббасов А. М., Касумов В. А. О построении модели системы безопасности в вычислительных сетях // Известия АНА, Баку, «Элм», 1995, № 1-2, с.154-158.
- 72. Аббасов А. М., Кулиев Н. И., Эминов М. Э. Многоучастковая сеть радио-связи с маршрутизацией пакетов // Известия АНА, Баку, «Элм», 1995, № 1-2.
- 73. Abbasov A.M., Aliev F.A., Guliev A.P. Calculation algorithm of optimization problem two-point boundary jonditions / Proc. of the 26th Annual Iranian Mathematics Conference, Kerman, Iran, March 28-31, 1995.
- 74. Аббасов А. М., Mamedova M.G., Eminov M.E. Two Layer Fuzzy System of Control over Complex Technological Processes / 2nd International Mechatronic Design and Modeling Workshop, Ankara, Turkey, 1995, p. 107—117.
- 75. Abbasov A.M., Alguliev R.M, Farmanov F.A. About Networking in Azerbaijan / Proc. of 6th Joint European Networking Conference — JENC’6, May 15-18, 1995, Tel Aviv, Israel, p. 613-1-¬¬613-5.
- 76. Abbasov A.M., Mamedova M.G., Eminov M.E. An adaptation of Knowledge Base in Fuzzy Control Systems // Preprints of the 7th IFAC/IFORS /IMACS Symposium on Large Scale Systems: Theory and Applications, London, UK, 1995.
- 77. Аббасов А. М., Алгулиев Р. М., Алиев И. М. и др. Об одном подходе к структурному синтезу мультипротокольных маршрутизаторов / Тезисы докладов Республиканской научно-технической конференции «Проблемы функционирования систем радио и электросвязи», Баку, 1995, с.42-43.
- 78. Аббасов А. М., Касумов В. А., Алгулиев Р. М. Методы защиты данных // Известия АНА, Институт Ки¬бер¬нети¬ки, № 6,1994, с.75-79.
- 79. Abbasov A.M., Gasumov V.A. Construction principles of the security service in the computer systems / Proc. of 7th joint European networking conference -JENC’7 «Networking in the information society», Budapest, Hungary, 1996, p. 1771—1775.
- 80. Abbasov A.M., Mamedova M.G., Eminov M.E. Organization of Knowledge in Systems of Control Over Complex Objects of Distributed Structure / Second International Conference On Application of Fuzzy Systems and Soft Comp. (ICAFS’96), Siegen, Germany, 1996, p. 475—483.
- 81. Аббасов А. М., Мамедова М. Г. Методы организации баз знаний с нечёткой реляционной структурой . Монография, Баку, «Элм»,1997, 256c.
- 82. Abbasov A.M., Alguliev R.M., Gasumov V.A The methods for the constructing and the raising of efficiency for general-system facility of security service / Proc. of the 1st International conference of problems of Mathematical Economics, Nonsmooth Analysis and Informatics, Baku, «Elm», 1997, p. 19-31.
- 83. Аббасов А. М., Алгулиев Р. М., Касумов В. А. Об отказоустойчивости системы службы безопасности в открытых компьютерных сетях // Труды Института математики и механики АНА. Баку, 1997, том VI(XIV), с.198-208.
- 84. Abbasov A.M. Adaptation of knowledge bases with fuzzy relation structures / IFAC LSS’98, 8th IFAC/IFORS/IMACS/IFIP Symposium Large Scale Systems: Theory and Applications. July 15-17, 1998. Rio Patras, Greece, p. 1156—1161.
- 85. Аббасов А. М., Алгулиев Р. М. Касумов В. А. Проблемы информационной безопасности в компьютерных сетях. Монография, Баку, «Элм», 1998-236с.
- 86. Abbasov Ə.M., Qasımov V.Ə. Azərbaycan əlifbası əsasında standart kompüter klaviaturasının yaradılması haqqında // AMEA Xəbərləri. Fizika-texnika və riyaziyyat seriyası. İnformaitika və idarəetmə problemləri. Cild XVIII, № 6, 1998, с.205-209.
- 87. Аббасов А. М., Касумов В. А. Интернет и перспективы Шемахинской Астрофизической Обсерватории / Циркуляр Шемахинской Астрофизической Обсерватории им. Н.Туси АНА, № 94, 1998, с.29.
- 88. Аббасов А. М., Бахшиев Ш.Б Составление оптимального графика выхода автомобилей из автопарка в погрузочно-разгрузочный пункт/ Известия АНА, Баку, «Элм», 1998, № 6.
- 89. Аббасов А. М., Алгулиев Р. М. Об одном методе повышения отказоустойчивости виртуальных частных сетей // Известия АНА, Сер. физико-технических и математических наук, том XVIII, № 2, 1998, Баку, «Элм», с.158-162.
- 90. Аббасов А. М., Абдуллаева Р. А., Караев Р. А. Интегральный показатель адаптивности информационных систем // Известия АНА, Сер. физико-технических и математических наук, № 6, 1998, с.28-31.
- 91. Abbasov A.M., Абдуллаева Р. А., Караев Р. А. Model-based Design of Adaptive Information Systems // Известия АНА, Баку, «Элм», 1999, № 3-4, c.195-200.
- 92. Abbasov A.M., Karayev R.A., Ibrahimov T.T. Paradigms of the Caspian fields environmental monitoring and prospects for their implementation / Proc. of the Fifth International Congress on «Energy, Ecology, Economy», Baku, 1999.
- 93. Abbasov A.M., Karayev R.A., Huseynov V.G. Graph model for adaptive properties of information systems / Proc. of the Second International Symposium of Mathematical and Computational App¬li-cations, Baku, 1999, р.21.
- 94. Аббасов А. М., Алгулиев Р. М. Концептуальные вопросы построения виртуальных частных сетей с перестраиваемой структурой // Доклады АН Азербайджана, 1999, № 1-2, Том LV, с.72-83.
- 95. Аббасов А. М., Алгулиев Р. М. Об одном методе повышения отказоустойчивости виртуальных частных сетей. // Известия Академии Наук Азербайджана. Сер. физико-технических и математических наук, № 2, том. XVIII, 1998. Баку, «Элм», с.158-162.
- 96. Abbasov A.M., Mamedova M.H. Orujov G.H. и др. Synthesis of the methods of subjective knowledge repre¬sentations in problems of fuzzy pattern recognition / Proc. of the 4th International Me¬c¬ha¬tronic Design and Modeling Workshop, 1999, Ankara, Turkey, p. 37-46.
- 97. Abbasov Ə.M., Əlquliyev R.M., Ağayev F.T. və b. Müasir kompüter proqramları. Textbook, Bakı, «Elm», 2000, 136 s.
- 98. Abbasov A.M., Karayev R., Mohamed G.Y. Conceptual model of diagnostics of local area networks // Journal Technics, 2000, N3.
- 99. Abbasov A.M., Abdullayeva R.A., Karayev R.A. Model Design of Adaptive Information Systems / Proc. of the International Sym¬pozium «Contem¬porary Problems of Mechanics, Mathematics, Physics and Cybernetics», Baku, 2000, p. 93-98.
- 100. Аббасов А. М., Гаджиев Ш.Г Взаэмовідносини Азербайджану з ВТО: проблеми приэднаня i ліберализація зез // Київський національний університет імені Тараса Шевченка. Інсти-тут міжнародних відносин, Випуск 24 (частина II), 2000, c.180-197.
- 101. Аббасов А. М. Новi напрямки в системi iнформаціиного забезпечения ЗЕД/ Збірник наукових праць. Випуск 29, 2001, c.15-26.
- 102. Abbasov A.M., Mamedova M.H., Gasimov V. Fuzzy relational model for knowledge processing and decision making // Advances in Mathematics Research, vol. 1, 2002, p. 207—239.
- 103. Abbasov A.M., Mamedova M.H., Orujov G. and etc. Synthesis of the methods of sub¬jec¬tive knowledge represen¬ta¬ti¬ons in problems of fuzzy pattern re¬cog¬nition // Mechatronics, № 11, 2001, p. 439—449.
- 104. Аббасов А. М., Алгулиев Р.М, Алиев Э. Р. Стратегия информатизации в Азербайджане // Известия НАНА, № 2, 2001, p. 3-8.
- 105. Abbasov A.M. Planning Theory and Information Technologies / Oxford Planning Theory Conference. New Issues: New Theory. Oxford Brookes University, 20-21 June 2001.
- 106. Abbasov A.M., Alquliyev R.M., Alekperov R.K. Functional-technological aspects of realization of access control tasks in corporative networks // Applied and Com¬pu¬tational Mathe¬matics an inter¬na¬tional Journal, vol. 1, N1,2002, p. 14-20.
- 107. Abbasov A.M. AZRENA and its activity in the development of networking infrastructure in Azerbaijan / "Integration of S&T systems of the Cen¬tral Asian Republics to the western world « NATO con¬feren-ce,Turkey, May 2002.
- 108. Abbasov A.M., Əliquliyev R.M.,Ağayev F.T. Web-səhifələrin yaradılması. Metodik vəsait, Bakı, 2002, 114 s.
- 109. Аббасов А. М., Кулиев Т. А. Экономика в условиях неопределённости. Монография, АГЭУ, Баку, 2002, 110 c.
- 110. Abbasov A.M., Mamedova M.H., Gasimov V.A. Fuzzy relational model for knowledge processing and decision making // International Journal of Mathematics, Game Theory and Algebra, vol. 12, no 5, Nova Science Publishers, Inc. New York, 2002, p. 329—408.
- 111. Аббасов А. М., Микаилова Р. Н., Караев Р. А., Идентификация психологического профиля покупателя / Труды Международной конференции: Идентификация систем и задачи управления SICRPO’03, Москва, 2003, c.2058-2069.
- 112. Abbasov Ə.M., Sadıqov М. М. Azərbaycan respublikasının regionları: maliyyə və vergi potensialının proqnozlaşdırılması probemləri. Bakı, „Elm“, 200, 132 s.
- 113. Abbasov Ə.M., Mamedov Z.F, Rzayev R.M. və b. Bank işi və elektron bankcıqlıq. „Qanun“ nəşriyyatı, 2003, 452 s.
- 114. Аббасов А. М., Mikailova R.N., Karaev R.A. və b. Идентификация психологического профиля покупателя // Sicpro’03 program of the II interna¬tional conference „System identifica¬tion and control problems“, Moscow, p. 2058—2068.
- 115. Аббасов А. М., Сулейманов А. Ш., Рзаева И. А. Алгоритм анализа текста с применением грамматики русского языка на основе нейрологики // Техника, 2003, № 2.
- 116. Аббасов А. М., Suleymanov A.Ш. Модульный принцип организации нейронных сетей для распознавания смысла слов и текста / Международная конференция „Информационные средства и технологии“, Москва, 2003.
- 117. Abbasov A.M., Qasımov V.Ə., Quliyeva A.E. Kitabxana informasiya sistemlərində informasiya axtarışının təşkli // AMEA-nın xəbərləri. Fizika-texnika və riyaziyyat elmləri seriyası, 2003, cild XXI, № 2 s.3-10.
- 118. Abbasov Ə.M., Qasımov V.Ə., Quliyev R.A. İntellektual informasiya sistemlərində qərar qəbuletmə üsulları. Dərslik. Bakı, 2003, 256 s.
- 119. Abbasov A.M. Mamedova M.H. Application of fuzzy time series to population forecasting / Proc. of the 8th International Symposium on ICT and planning and impacts of ICT on Physical Space, p. 545—552.
- 120. Аббасов А. М., Касумов В. А. Интерфейсы пользователя в распределённых информационно-поисковых системах // Управляющие Системы и Машины, 2003, № 5, с.67-74.
- 121. Abbasov Ə.M., İmanov Q.C, Həsənli Y.H. və b. Azərbaycanın iqitisadi- sosial inkişfının proqnozlaşdırılması konsepsiaysı // AMEA-nın məruzələri, cild LIX, № 3-4, 2003, s.240-246.
- 122. Abbasov Ə.M., Gülməmmədov R.H. İqtisadi proseslərin müasir informasiya texnologiyaları ilə kompleks təhlili / Azərbaycan Respublikasının Prezidenti Heydər Əliyevin anadan olmasının 80 illiyinə həsr olunmuş elmi-praktik konfransın materialları. Bakı, 2003, s.3-5.
- 123. Abbasov A.M., Gulmamedov R.H. Intellectual system of the complex analysis of economic dynamics on time series / GORP 2004. Geo-Multimedia-03. Treffpunkt Der Planerinnen Meeting For Planners, p. 237—249.
- 124. Аббасов А. М., Əliyev F.Ə., Əliyev Ə.Ə. və b. İnformatika, telekommunikasiya və radioelektronika üzrə ingiliscə-rusca-azərbaycanca terminoloji lüğət, 2-ci nəşr, Bakı, 2004, 296 s.
- 125. Abbasov Ə.M., Хəлилов E. Fövqəladə hallarda rabitə sistemindən istifadənin ABŞ təcrübəsi / „Seysmik risk, zəlzələyədavamlı tikinti və memarlıq problemləri“ Beynəlxalq konfransın materialları, Bakı, 28-29 aprel 2005.
- 126. Abbasov Ə.M., Ə.B.Fətullayev. Maşın tərcüməsi sisteminin rəqəmsal modelinin qurulması və bu model əsasında Azərbaycan dilinin formal qrammatikasının yaradılması // AMEA-nın məruzələri, LX cild, № 3-4, 2004, c.43-50.
- 127. Abbasov Ə.M., Əliquliyev R.M. İnformatika və etika / Bioetika, elm və texnologiyaların etikası problemləri (məruzələr toplusu). Bakı, „Elm“, 2005, s.180-212.
- 128. Abbasov A.M., Fatullayev A.B. The complications of the Azerbaijan-English machine translation process and ways their elimination // Applied and computional mathematics, vol. 4, № 1, Bakı, 2005, p. 3-9.
- 129. Abbasov A.M., Fatullayev A.B., Jafarov J. The choice of optimal route for the traffic transmission. Creation of the automatic control system / The 1st International Conference on Control and optimization with Industrial Application (COIA-2005), Bakı, 2005.
- 130. Abbasov A.M., Fatullayev A.B. Machine translation system from the Azerbaijan language into english on the basis of the formal syntactic analysis / The 1st International Conference on Control and optimization with Industrial Application (COIA-2005), Bakı, 2005, p. 7-8.
- 131. Abbasov A.M., Shafizadfeh E.R Import-export rate in the food market of Azerbaijan / The 1st International Conference on Control and optimization with Industrial Application (COIA-2005), Bakı, 2005, p. 8-9.
- 132. Abbasov A.M., Gulmammadov R.H. About some problems of analyses and processing of information in economical tasks / The 1st International Conference on Control and optimization with Industrial Application (COIA-2005), Bakı, 2005, c.96-98.
- 133. Abbasov Ə.M. Müasir informasiya texnologiyalarının elmdə və təhsildə rolu /J ournal of Qafqaz University, vol.3, no.15, 2005, c.101-115.
- 134. Abbasov Ə.M. Cənubi Qafqazda mədəni vəziyyət / Avropa Şurasının Parlament Assambleyası. ISBN 9952-8076-7-8, 17 mart 2003, c.14- 96.
- 135. Abbasov Ə.M. „Kənd rabitəsi: inkişaf və istismar problemləri“. Naxçıvan, 27 sentyabr 2005, c. 11-14.
- 136. Аббасов А. М., Алиев T.А. Цифровая технология и система помехомониторинга технического состояния строительных объектов и сигнализации аномальных сейсмических процессов // Автоматика и вычислительная техника, 2005, № 6, p. 3-10.
- 137. Abbasov Ə.M. Əlizadə M., Seyidzadə E. və b. İnformatika və kompüterləşmənin əsasları. Dərslik. Bakı, 2005, 879 c.
- 138. Abbasov A.M., Gulmammadov R.H. Role of e-Government in overcoming bureaucracy in transitional countries // e:GOV. Volume I issue 8, Page 20, Novemre 2005, India, p. 20-25.
- 139. Аббасов А. М., Мамедов З. Ф. Цифровизация финансов: э-деньги, э-банкинг и э-торговля ценными бумагами. Монография. Баку, 2004, 173c.
- 140. Abbasov Ə.M. Sosial-iqtisadi inkişafda informasiya-kommunikasiya texnologiyalarının rolu / Regionların sosial-iqtisadi inkişafında informasiya-kommunikasiya infrastrukturunun formalaşması və idarə edilməsi. Beynəlxalq elmi-praktik konfransın materialları. 2006, s.4-7.
- 141. Abbasov Ə.M., Hüseynov B.İ., Kişiyev X.F. IP telefon rabitəsi, Bakı, „Elm“, 2006, 440 c.
- 142. Abbasov Ə.M., Azərbaycan dünyanın informasiya məkanında / „Heydər Əliyev irsi Azərbaycanın davamlı inkişaf strategiyası“, Bakı, „Azərbaycan“ nəşriyyatı, 2006, c. 465—479.
- 143. Abbasov Ə.M., Quliyev R., Kərimov Ə., MS Access. Dərs vəsaiti, Bakı, „İqtisad Universiteti“, 2006, 304 c.
- 144. Abbasov Ə.M. İnformasiya cəmiyyətinin problemləri və perspektivləri / Elektron Naxçıvan-2: Elmin və təhsilin inkişafında informasiya və kommunikasiya texnologiyalarının rolu və əhəmiyyəti» (Beynəlxalq simpoziumun materialları), NDU, «Qeyrət» nəşriyyatı, 2006, s.3-7.
- 145. Abbasov A.M., Mamedova M., Gasimov V. Fuzzy relational model for knowledge processing and decision making // Advances in Mathematics Research, Volume 1, Nova Science Publishers, Inc. New York, 2002, p. 207—241.
- 146. Abbasov A.M., Khalilov E.N. Increase of effectiveness of application of communication system and information technology at emergency situations / Science without borders. Transactions of the International Academy of Science. Vol.2. 2005/2006, Innsbruck Austria, p. 361—366 ,
- 147. Abbasov Ə.M., Qarayev R.Ə., Səfərli İ.İ. Telekommunikasiya müəssisələrinin vacib idarəetmə kompetensiyalarının identifikasiya üsulu // AMEA Xəbərləri, XXVI cild, 2006, N3, Bakı. s.15-21.
- 148. Abbasov A.M., Fatullayev A.B. The use of syntactic and semantic valences of the verb for formal delimitation of verb word phrases / In Proceedings of the 3rd Language & Technology Conference (L&TC’07). October 5-7, 2007, Poznan, Poland, p. 468—472.
- 149. Abbasov A.M., Aliev T.A., Aliev E.R. and etc. Digital technology and a system for receiving and analysis of information from deep layers of the earth with the purpose interference monitoring of technical state of social significant objects // Automatic Control and Computer Sciences, Allerton Press, Inc., New York, vol. 41, No. 2, 2007 , c.59-67.
- 150. Аббасов А. М., Мамедов З. Ф. Электронизация финансовой индустрии в условиях сетевой экономики. Баку, Азернешр, 2007, 336 c.
- 151. Abbasov Ə.M. Heydər Əliyevin İKT siyasətinin uğurlu davamı / «Heydər Əliyev və Azərbaycanın inkişafı». Bakı, «Azərbaycan» nəşriyyatı, 2008, c.439-447.
- 152. Abbasov Ə.M., Fətullayev Ə.B. İlkin mətnin xarici dillə kompüter tərcüməsi üsulu. (Patent a2006 0224) Sənaye mülkiyyəti, ixtiralar, faydalı modellər, sənaye nümunələri. Rəsmi bülleten, Bakı, 2007, s. 63.
- 153. Аббасов A.M., Фатуллаев A.Б. Интеллектуальные лингвистические технологии и азербайджанский язык/ Труды III Международной конференции по информационным технологиям и телекоммуникациям (IT&TC 2007), Гянджа, Азербайджан, 2007, p. 143—147.
- 154. Abbasov A.M., Fatullayev A.B. Forming the set of recognition units for the speech recognition system for the Azerbaijani language // Applied and Computational Mathematics. Vol. 6, No. 2, 2007, p. 181—191.
- 155. Abbasov Ə.M., Əliyev T.A., Əlizadə T.Ə. və b. Anomal seysmik proseslərin başlanmasının monitorinq üsulu. Standartlaşdırma, metrologiya və patent üzrə dövlət agentliyi. Patent Az N I 2008 0109, Verilmə tarixi 02.07.2008.
- 156. Abbasov A.M., Fatullayev R.A., Fatullayev A.B Set of active suffix chains and its role in development of the MT system for Azerbaijan / Proc. of the International Multiconference on Computer Scince and Information Technology, 20-22 october, 2008, Wista, Poland, p. 363—368.
- 157. Abbasov A.M., Fatullayev A.B., Fatullayev R.A. Overcoming Agglutination Difficulties in the Development of an MT system from the Azerbaijani Language // Speech and Language Technology. International journal of Polish phonetics association. Poznan 2008, vol. 11, p. 215—228.
- 158. Abbasov A.M. Knowledge-Based Model For Web Resources Searching / The Second International Conference on Control and Optimization with Industrial Applications, COIA 2008, June 2-4, Baku, p. 3.
- 159. Abbasov A.M., Fatullayev R.A., Fatullayev A.B. «Dilmanc» is the 1st MT system for Azerbaijani / Proc.s of SLTC 2008: Swedish Language Technology Conference, November 20- 21, 2008, Stockholm, Sweden, p. 63-64.
- 160. Abbasov A.M., Fatullayev R.A, Fatullayev A.B. Peculiarities of the development of the dictionary for the machine translation system from Azerbaijani / Proc. of EAMT 2008: 12th annual Conference of the European Association for Machine Translation, Germany, Hamburg ,2008, p. 35-40.
- 161. Abbasov Ə.M., Fətullayev R.Ə. Dilmanc MT sisteminin ingiliscə-Azərbaycanca avtomatik lüğətinin quruluşu və yaradılması xüsusiyyətləri/ AMEA Məruzələri, Bakı, 2008, s.31-45.
- 162. Abbasov Ə.M., Əliyev T.A., Əlizadə T.Ə. Anomal seysmik proseslərin başlanmasının monitorinq üsulu (İxtira — İ 2008 0109). Azərbaycan Respublikası Standartlaşma, Metrologiya və Patent üzrə Dövlət Agentliyi, Bakı, 2008.
- 163. Аббасов А. М., Алиев Т. А., Ахундов О. В. и др. Способ Мониторинга Начальной Стадии Заболевания Сосудов. Евразийский Патент № 010757, Организация Евраазийская Патентное Ведомство, 2008.
- 164. Аббасов А. М., Nurmamedov M.A. Lectures in Higher Mathematics for Economists, Publisher: Outskirts Press, 2008. 236 p.
- 165. Аббасов А. М., Алиев Т. А., Ализаде T.А. Способ Мониторинга Начала Аномальных Сейсмических Процессов. Евразийский Патент № 012803, Организация Евраазийская Патентное Ведомство, 2009 .
- 166. Abbasov A.M., Aliev T.A., Guliev Q.A. and etc Position-binary and Spectral Indicators of Microchanges in the Technical States of Control Objects // Automatic Control and Computer Sciences, Volume 43 Number 3, Allerton Prees, Inc. New York, 2009, p. 156—165.
- 167. Аббасов А. М., Алиев Т. А., Гулиев Г. А. и др. Позиционно-бинарные и спектральные индикаторы микроизменений в технических состояниях объектов контроля // Автоматика и Вычислительная Техника, 2009, № 3, c.57-69.
- 168. Abbasov A.M., Qasımov V.A. Organization of Thematic-Oriented Search in Global Information Systems // International Journal of Computer Science, 2009, vol.27, no 1/2 , p. 41-57.
- 169. Abbasov A.M., Aliev I.M., Kerimova L.H. Optimal location of internet data centers taking into account the risks // Automatic Control and Computer Sciences, 2009, Volume 43, N6, p. 309—316.
- 170. Abbasov Ə.M., Fətullayev R.Ə., Fətullayev Ə.B. Kompüter tərcüməsi üçün lüğəti qurulması üsulu. Azərbaycan Respublikası ixtiralara dair iddia sənədləri, Bülleten № 4. 30.12.2010, səh.10, Patent-ixtira, İ20110069, 25.07.2011.
- 171. Abbasov A.M., Aliyev I.M. Mathematical model for a choice of optimal structure of MPLS-networks // Automatic Control and Computer Sciences (2010) 44, p. 149—153.
- 172. Abbasov A.M. Broadband and the digital divide // Connect World, 2010, ISSN 1743-0704, p. 8-9.
- 173. Аббасов А,М., Алиев Т. А., Нусратов О. Г. и др. Способ управления периодическим режимом работы малодебитных нефтяных скважин. Евразийский Патент, 30 августа 2010, № 013861.
- 174. Abbasov A.M., Aliyev T.А., Ali-zada A. and etc. Intellectual seismoacoustic telemetric station / The Third Internation Conference «Problems of Cybernetics and Informatics», September 6-8, 2010, Baku Azerbaijan, Volume II, з.3-6.
- 175. Abbasov A.M., Fatullayev R.А. Fatullayev A.В. HMM-based large vocabulary continuous speech recognition system of Azerbaijani / The Third Internation Conference «Problems of Cybernetics and Informatics», September 6-8, 2010, Baku Azerbaijan, Vol. I, р.23-26.
- 176. Abbasov A., Fatullayev R., Fatullayev A. Problems of the Development of the Applied Linguistic Technologies for the Turkic Languages / Научно-практическая конференция «Опыт создания терминофонда тюркоязычных народов», Astana 2011, p. 27-35.
- 177. Аббасов А. М., Алиев Т. А., Ализаде А. и др. Результаты экспериментов на сейсмической станции на острове «ГУМ АДАСЫ» // Доклады НАНА, Том LXVII, № 1, 2011, c.19-31.
- 178. Abbasov A.M. Information boom: New trends and Expectations / Word Conference on Soft Conference, San Francisco, California, May 23-26, 2011, p. 19.
- 179. Аббасов А. М., Алиев Т. А., Ализаде А. и др. Интеллектуальный мониторинг аномальных сейсмических процессов на острове Песчанный Каспийского моря //Мехатроника, автоматизация, и управление использованием робастной помехотехнологии, 2011, 5 (22), с.22-28.
- 180. Аббасов А. М., Алиев И. М., Керимова Л. Э. О формирование и размещение контента в транзитных data-центрах / Системы управления и информационные технологии, 2011, 3.1(45), с.108-111.
- 181. Abbasov Ə.M., Kərimov S.Q., Rəhimova N. və b. İKT üzrə ingiliscə-rusca-azərbaycanca izahlı lüğət. Bakı, ADNA, 2012—552 c.
- 182. Abbasov Ə.M., Əlizadə M.N., Seyidzadə E.V. və b. İnformatika və kompüterləşmənin əsasları. Dərslik, Bakı, 2012 −944 s.
- 183. Аббасов А. М., Yager R.R., Reformat M.Z. and etc. Soft Computing: State of the Art Theory and Novel Applications (Studies in Fuzziness and Soft Computing, Publisher: Springer; 2012.-321 p

## Награды
- Орден «Слава» (27 декабря 2012, за плодотворную деятельность в области информационно-коммуникационных технологий в Азербайджане)[10][11]
- Грамота Содружества Независимых Государств (28 ноября 2006 года) — за активную работу по укреплению и развитию Содружества Независимых Государств[12][13]
- Золотая медаль «XX юбилей Международной инженерной академии» (2012 год, Азербайджанская инженерная академия)[14]
- Диплом Азербайджанской инженерной академии (2012 год, Азербайджанская инженерная академия)[14]
- Памятная медаль «TIBO-2013» (2013 год)[15]